# Temple protestant de Meudon
Le temple protestant de Meudon est un lieu de culte inauguré en 1844 et situé 14 rue du Bassin, dans le quartier de Bellevue à Meudon. La paroisse est membre de l'Église protestante unie de France.

## Histoire
Le temple est inauguré le 6 octobre 1844 par le pasteur Nelson Vors, en présence de Henri François Juillerat, président du Consistoire réformé de Paris. La prédication porte sur le Psaume 122, 1. Nelson Vors, né à Saint-Laurent-le-Minier dans les Cévennes, diplômé de la faculté de théologie de Genève, est pasteur du temple protestant de Versailles depuis 1834. En 1847, la communauté réformée obtient du roi Louis-Philippe l'autorisation officielle de célébrer son culte. La paroisse rassemble alors une trentaine de familles, qui financent la construction, en particulier la veuve de l'homme d'affaire Jonas-Philip Hagerman et les fils de Jacques Antoine Odier, James et Gabriel.
En 1955, le sculpteur belge Stephan Buxin offre deux sculpture à la paroisse. Il exécute le tympan ornant l'entrée du temple. Le  5 décembre 1965 est inaugurée la maison de retraite du Châtelet pour les pasteurs, sur un terrain légué par Paul Flateau. L'EHPAD est sous le mandat de la Fondation des diaconesses de Reuilly depuis 2014,,.
Depuis 1994, le temple est un édifice recensé à l'inventaire général du patrimoine culturel.

## Architecture
Le mur pignon est percé de trois baies rectangulaires surmontées de trois baies en plein cintre.